# O lumină la etajul zece
O lumină la etajul zece este un film românesc din 1984, regizat de Malvina Urșianu după propriul scenariu. Rolurile principale sunt interpretate de Irina Petrescu, Gheorghe Dinică, Mircea Diaconu, Ion Niciu, Val Paraschiv și Eusebiu Ștefănescu.
Subiectul filmului îl reprezintă încercarea unei tinere inginere de a-și recâștiga demnitatea și de a-și lua viața de la capăt, după ce petrecuse pe nedrept cinci ani în închisoare în urma unei acuzații de sabotaj economic.

## Rezumat
Ca urmare a faptului că fuseseră rebutate niște șarje la Combinatul Siderurgic Corbeni, inginera metalurgistă Maria Dinu (Irina Petrescu), născută la 19 iunie 1930 la Câmpina, a fost acuzată de sabotaj economic. Colegul ei de serviciu, inginerul Mircea Dobrescu (Val Paraschiv) și iubitul ei, Stamate (Eusebiu Ștefănescu), au dat declarații denaturate care i-au fost defavorabile, iar inginera a fost condamnată în 1960 la câțiva ani de închisoare, fiind exclusă cu acest motiv din partid.
După cinci ani de închisoare, procesul ei a fost revizuit ca urmare a faptului că „Congresul al IX-lea al partidului și-a făcut o datorie de onoare din a lichida toate abuzurile din trecut”, iar fosta ingineră a fost pusă în libertate. Femeia albise la tâmple în acest timp, din cauza necazurilor. Ea a fost scoasă din închisoare de avocatul Mihai Mitrana (Gheorghe Dinică) care i-a dat repartiția pentru un apartament aflat la etajul X al unui bloc în construcție dintr-un cartier muncitoresc și i-a comunicat că în țară se petrec lucruri „multe și bune”. Acolo vine în vizită fostul ei iubit și-i comunică faptul că s-a însurat între timp cu sora tovarășului Gherase, cu care are doi copii, a devenit directorul Teatrului de estradă și îi recomandă să uite iubirea lor din trecut.
Părăsit de soție (Rodica Mureșan) în seara ultimei zile din anul 1965, avocatul Mitrana îi propune Mariei Dinu să meargă împreună la o petrecere de Revelion ce avea loc la o cabană montană. Inginera o cunoaște acolo pe soția lui Stamate (Florina Luican), o fostă dansatoare care venise acolo singură. Când ajunge acasă, Mitrana află că soția sa venise în seara de Revelion și îl așteptase.
Maria Dinu este reîncadrată la combinat, dar nu în aceeași funcție pe care o deținuse în momentul arestării, și i se înmânează carnetul de membru al partidului. Inovațiile ei în privința compoziției oțelului se aplicau în combinat, dar erau atribuite inginerului Dobrescu. Femeia este scoasă din monotonia vieții de avocatul Mitrana care o duce la cinema (unde rula filmul Un surîs în plină vară) și la restaurant și de tânărul zidar Trică (Mircea Diaconu) cu care discută și pe care îl servește cu ceva de mâncare.
Timpul trece, iar soția lui Mitrana rămâne însărcinată și se întoarce definitiv acasă. Blocul este finalizat și se umple de locatari. Inginerul Dobrescu este destituit și începe să fie cercetat pentru șarjele rebutate. El lucrează în altă parte până la finalizarea cercetărilor și încearcă în van să-i explice Mariei ce s-a întâmplat la proces. Comitetul orășenesc de partid îl destituie pe Stamate din funcția de director al Teatrului de estradă și îl trece la o altă muncă. Dobrescu este găsit vinovat pentru rebuturile de la combinat, el fiind cel care a pus la cale modificarea șarjelor pentru a o elimina pe inginera Dinu din competiția pentru obținerea unei funcții de conducere.
Maria Dinu este decorată cu prilejul zilei de 1 Mai. Ea este abordată în parc de ofițerul de securitate (Marius Pepino) care o anchetase, acum pensionar, care îi vorbește prietenos și o felicită pentru decorare. Pe aleea din parc trece un grup de copii mici, iar Maria se ridică de pe banca unde se așezase fostul ofițer și ia în brațe un copilaș pe care-l strânge la piept.

## Distribuție
- Irina Petrescu — inginera Maria Dinu
- Gheorghe Dinică — avocatul Mihai Mitrana
- Mircea Diaconu — zidarul Trică
- Ion Niciu — secretarul Comitetului de partid din combinat
- Val Paraschiv — inginerul Mircea Dobrescu, coleg de serviciu al Mariei Dinu
- Eusebiu Ștefănescu — Stamate, fostul iubit al Mariei Dinu, activist cultural
- Cornel Revent — Tudor, directorul general al combinatului
- Rodica Mureșan — Marga, soția lui Mitrana
- Florina Luican — doamna Stamate, fostă dansatoare
- Ana Ciobanu — soția directorului combinatului, fostă cântăreață
- Andrei Ionescu — prim-secretarul Comitetului orășenesc de partid
- Viorel Comănici — maior de miliție, comandantul închisorii
- Marius Pepino — ofițer de securitate
- Vivian Alivizache — gardiana de la închisoare (menționată Viviana Alivizache)
- Ruxandra Sireteanu — ghida de turism, o doamnă de la petrecerea de Revelion
- Mircea Jida
- Dumitru Chesa — frizer
- Anda Purcaru
- Pușa Darie

## Producție
Scenariul filmului a fost scris de Malvina Urșianu. Au fost folosiți pe post de consultanți dr. Ion Ardeleanu, ing. Toma Octavian, maiorul Nicolae Sterian și Alexandru Taraivan.
Regizori secunzi au fost Adriana Lupu și Dumitru Câta. Malvina Urșianu a apelat la acest film la doi colaboratori noi: operatorul Sorin Ilieșiu și compozitorul Vasile Șirli. Filmul a fost realizat în studiourile Centrului de Producție Cinematografică București.

## Recepție
Filmul O lumină la etajul zece a fost vizionat de 1.488.430 de spectatori la cinematografele din România, după cum atestă o situație a numărului de spectatori înregistrat de filmele românești de la data premierei și până la data de 31.12.2007 alcătuită de Centrul Național al Cinematografiei.
Într-un articol publicat în 1984 în revista Cinema, criticul de film Alice Mănoiu făcea următoarea prezentare a filmului: „«O lumină la etajul zece» este un film ce respiră demnitatea cu care un om încearcă să ia drumul de la capăt, să-și redobândească gustul și culorile vieții, întunecate de anii detenției, încearcă să uite nedreptatea unui timp revolut, s-o uite ca să poată supraviețui.”.
În Istoria filmului românesc (1897-2000), criticul Călin Căliman considera că Malvina Urșianu prin O lumină la etajul zece „prelungește povestea Giocondei fără surâs până în anul 1965, când eroina, acuzată cândva pe nedrept (de „sabotaj economic”), își câștigă, după cinci ani de recluziune, dreptul la viață, se trezește dintr-un vis urât”. Personajul dramatic interpretat de Irina Petrescu „își redescoperă seninul, încrederea, devenirea aceasta fiind învestită cu fiorul unor profunde adevăruri omenești”.
Criticul Tudor Caranfil a dat filmului o stea din cinci și a făcut următorul comentariu: „Maria e eliberată din închisoare după infirmarea unei condamnări de sabotaj economic. Dar anii au trecut și doar avocatul care o apărase reușește să-i readucă lumina. Obsedată de tema emancipării femeii, regizoarea o descrie ca rezultat al unui complex mecanism psihic-social. Numai că demonstrația, deși cu notații succinte și tipologii variate, e mai curând retorică decât artistică, în pofida efortului montezei Adina Georgescu-Obrocea (Pr. ACIN) de a o disimula. «Rolul era scris cu mult mai interesant decât a fost făcut...» – aprecia retrospectiv protagonista.”
Fostul regizor Mihnea Columbeanu consideră că rolul interpretat de Irina Petrescu în acest film este „principalul ei rol de maturitate”, regizoarea și actrița reușind „să construiască un personaj profund și complex, urmărind cu acuitate și o mare finețe a detaliilor și nuanțelor drama unei femei care, după reabilitare, se chinuiește să se reintegreze în societate”.
Jurnalistul Cristian Tudor Popescu, doctor în cinematografie și profesor asociat la UNATC, considera O lumină la etajul zece drept un film cu caracter politic și propagandistic al epocii comuniste,, în care șantierul și uzina sunt prezentate ca singurele locuri în care se trăiește cu adevărat.

## Premii
Asociația Cineaștilor din România (ACIN) a acordat acestui film în anul 1984 două premii: actrița Irina Petrescu a primit Premiul pentru interpretare feminină pentru rolul său din O lumină la etajul zece, iar editoarea Adina Georgescu-Obrocea a primit Premiul pentru montaj pentru filmele Ringul și O lumină la etajul zece.
Actrița Irina Petrescu a obținut și Premiul pentru interpretare feminină la Festivalul Național al Filmului de la Costinești (1985).